# Áo cộc (thực vật)
Áo cộc (danh pháp hai phần: Liriodendron chinense, đồng nghĩa Liriodendron tulipifera L. var. chinense Hemsl., 1886; L. tulipifera var. sinense Diels), tên tiếng Trung Hoa: 鹅掌楸 (âm Hán Việt: nga chưởng thu; nghĩa là "cây chân ngỗng"), là loài bản địa châu Á trong chi Liriodendron, họ Magnoliaceae. Loài này được (William Botting Hemsley) Charles Sprague Sargent miêu tả khoa học đầu tiên năm 1903.
Loài này sinh sống tại khu vực miền trung và nam Trung Quốc, ở các tỉnh và thành phố như An Huy, Trùng Khánh, Quảng Tây, Giang Tô, Phúc Kiến, Quý Châu, Hồ Bắc, Hồ Nam, Giang Tây, Thiểm Tây, Chiết Giang, Tứ Xuyên và Vân Nam, cũng như tại miền bắc Việt Nam (Sa Pa, Lào Cai) trên các cao độ từ 900 tới 1.000 m. Nó tương tự như loài hoàng dương Bắc Mỹ, Liriodendron tulipifera, chỉ khác ở chỗ là cây cao lớn lớn hơn và các lá xẻ thùy sâu hơn, các lá đài trong ngắn hơn, thiếu các sắc tố vàng của L. tulipifera. Áo cộc có thể cao tới 40 m. Nó không chịu rét tốt như loài châu Mỹ, nhưng vẫn được trồng tại Anh (nhiều tại Vườn Thực vật Hoàng gia Kew), Ireland, Bỉ, Hà Lan, Đức. Tại Bắc Mỹ, nó mọc xa về phía bắc tới tận Boston, Massachusetts tại miền đông, và Vancouver, Canada ở phía tây. Trong gieo trồng nó phát triển nhanh như hoàng dương Bắc Mỹ.

## Đặc điểm
Cây thân gỗ với lá sớm rụng, cao tới 40 m, đường kính thân cây tới 1 m. Cành màu xám tới nâu xám. Cuống lá dài 4–8 cm; phiến lá có kích thước 4-12 × 3-9,5 cm, dạng màng tới dạng giấy, có phấn phía xa trục, gốc hơi cụt tới hơi hình tim và với 1 thùy bên gần gốc của mỗi bên, đỉnh 2 thùy. Hoa hình đấu. Lá đài 9; với 3 lá đài ngoài màu xanh lục, cong và rủ xuống ra phía ngoài; các lá đài trong 2 vòng màu xanh lục với các vằn vàng, thẳng, giống cánh hoa, hình trứng ngược, 3–4 cm. Chỉ nhị 5–6 mm; bao phấn 1-1,6 cm. Bầu nhụy cao hơn các lá đài khi hoa nở bung ra; các lá noãn màu xanh lục ánh vàng. Quả 7–9 cm; các hạt nhỏ khoảng 6 mm, có cánh, đỉnh tù hay nhọn, 1 tới 2 hạt. Ra hoa tháng 5-7, kết quả tháng 9-10.

## Bảo vệ, trồng và sử dụng
Cây áo cộc được đánh giá là hiếm do môi trường sống của nó - rừng lá sớm rụng hay hỗn hợp - bị con người khai thác nhiều. Các quần thể được bảo vệ nằm trong Khu bảo hộ tự nhiên Thiên Mục Sơn (Chiết Giang), Hoàng Sơn (An Huy), Vũ Di Sơn (Phúc Kiến), Khu bảo hộ tự nhiên Bát Đại Công Sơn (Hồ Nam). Tuy nhiên, loài này hiện nay đang dần dần trở thành phổ biến hơn. Nó ưa thích đất ẩm nhiều mùn nhưng thoát nước tốt với lượng chất hữu cơ dồi dào trong lớp đất mặt dày. Giống như các thành viên khác của họ Magnoliaceae, nó có rễ cứng và nên cấy ghép với sự cẩn thận - nên vào đầu mùa xuân trước khi ra lá.